# 荣县
29°27′N 104°25′E / 29.450°N 104.417°E
荣县位于中华人民共和国四川省中部偏南，属自贡市管辖，距市区38公里，毗邻内江、宜宾、乐山市，地处长江上游沱江、岷江水系的低山丘陵地带，面积1598平方公里，常住人口約47万。城区面积8.6平方公里，县人民政府駐旭阳镇。

## 历史沿革
隋开皇十年（590年），设大牢镇，开皇十三年改镇为县，因而又叫大牢县。
唐太宗贞观元年（627年），分大牢县地置旭川县，因县有盐井号旭井而名为旭川县。
唐玄宗天宝元年（742年）年改名应灵，有应灵山、应灵水而名。
宋英宗治平四年（1067年），因旭字与神宗名同，避讳，因为境内有荣德山，因此改旭川县为荣德县。
荣县县名，最开始是在明太祖洪武九年（1376年），因为降荣州而名荣县。境内山有荣德、荣梨、荣隐、荣陵；水有荣川。荣也就是梧桐，古代时县境内的梧桐树多，是“荣”名的来源。

## 行政区划
荣县下辖2个街道办事处、19个镇：
梧桐街道、青阳街道、旭阳镇、双石镇、鼎新镇、乐德镇、古文镇、河口镇、新桥镇、正紫镇、度佳镇、东佳镇、长山镇、保华镇、留佳镇、来牟镇、双古镇、观山镇、高山镇、东兴镇和铁厂镇。
- 唐置旭川县，“旧四乡，今三乡”。
- 宋改荣德县。“辖五乡，来苏、赖远、公井、水栅四镇”。
- 明降荣州为荣县。“荣旧编户七里，分设七乡：县城附近荣川乡、兴贤乡，城东三十里乐阳乡，城南五十里来苏乡、六十里仁义乡、二十里荣德乡，城西四十里清流乡。”
- 清初，威远县并入荣县，分上、中、下、东四里，置五乡。乾隆时以乡设保，共置二十四保。清末，县分10个区，72保。
- 民国初，县仍置10个区，设有乡保、乡市。
- 民国18年由10个区划为9个区，置94个团（后改称联保）。
- 民国27年（1938）底，将二区所辖敦睦、艾叶、贡井3个联保划归自贡市。
- 民国29年实施新县制，4个区均列甲等区，分区设署，4月，改联保办公处为乡、镇公所。时县辖1镇（中城镇）、53乡。
- 民国31年，县由4个区划为9个指导区，仍辖54个乡、镇。
- 民国34年，改置5个指导区，辖54个乡、镇。
- 民国37年，二区石凤乡并入程佳镇。
- 1949年12月6日，荣县解放时，县置8个区。乡、镇未变。保留保甲制度。乡政权逐步由农民协会接管。
- 1950年1月，各区建立人民政府。全县设13个区，仍辖53个乡、镇。年内，区人民政府改名区公所。
- 1951年6月建政，区由13个裁并为10个。中城镇划为城东镇、城西镇。全县辖143个乡、镇。此后，经过历次行政区划调整，至1985年底，全县7个区、1个旭阳镇，70个乡，即：
  - 旭阳镇：辖10个居委会。
  - 成佳区：辖成佳、高洞、农王、白庙、石凤、金台、章佳、李子、望佳、懂政、双石乡。
  - 龙潭区：辖龙潭、关上、桥头、莲花、牛尾、蔡佳、五宝、青云、鼎新乡。
  - 乐德区：辖乐德、乐南、过水、文昌、杨佳、河口、河东、平安、古文、李晏乡。
  - 新桥区：辖新桥、古佳、新马、雷音、金花、老龙、东佳、礼佳、永兴、正紫、度佳、度新乡。
  - 长山区：辖长山、五通、保华、正江、人和、瓦滓、留佳、踏紫、来牟乡。
  - 双古区：辖双古、顺河、建华、于佳、复兴、台观、观山乡。
  - 附城区：辖富东、富南、富西、富北、高山、荣东、正安、墨林、东兴、同心、青白、铁厂乡。
- 1986年1月28日，撤销成佳、龙潭、长山3个乡，建成佳、龙潭、长山镇。年底，全县7个区、4个镇、67个乡。
- 1987年，撤留佳、五宝乡建镇。
- 1989年8月3日，人和乡增设大堰、柏阳、山合3个村。同年11月6日，撤销乐德、双石、双古、新桥4个乡，建乐德、双石、双古、新桥镇。年底，全县7个区、10个镇、61个乡、590个村。
- 1993年5月22日，富北乡撤销宋家坝、花果山2个村。
- 1995年9月，撤销白庙、农王、高洞、石凤、金台、望佳、懂政、关上、桥头、莲花、蔡佳、鼎新、青云、乐南、过水、河口、河东、古文、平安、永兴、正紫、度佳、度新、东佳、新马、正江、五通、保华、瓦滓、来牟、踏紫、建华、观山、台观、高山、荣东、东兴、青白、铁厂39个乡的建制。新建望佳、鼎新、河口、古文、度佳、东佳、来牟、观山、高山、铁厂、白庙、桥头、莲花、过水、正紫、保华、东兴17个镇。
  - 望佳镇辖原望佳、懂政2个乡所属行政区域。
  - 鼎新镇辖原鼎新、青云2个乡所属行政区域。
  - 河口镇辖原河口、河东2个乡所属行政区域。
  - 古文镇辖原古文、平安2个乡所属行政区域。
  - 度佳镇辖原度佳、度新2个乡所属行政区域。
  - 东佳镇辖原东佳、新马2个乡所属行政区域。
  - 来牟镇辖原来牟、踏紫2个乡所属行政区域。
  - 观山镇辖原观山、台观2个乡所属行政区域。
  - 高山镇辖原高山、荣东2个乡所属行政区域。
  - 铁厂镇辖原铁厂、青白2个乡所属行政区域。
  - 扩大成佳、双石、龙潭、五宝、乐德、新桥、长山、留佳、双古9个镇的行政区划范围：将原高洞、石凤、龙王3个乡并入成佳镇，金台乡并入双石镇，关上乡并入龙潭镇，蔡佳乡并入五宝镇，乐南乡并入乐德镇，永兴乡并入新桥镇，正江、五通2个乡并入长山镇，瓦滓乡并入留佳镇，建华乡并入双古镇。
  - 保留章佳、李子、牛尾、文昌、李晏、杨佳、老龙、金花、雷音、古佳、礼佳、人和、顺河、于佳、复兴、富东、富南、富西、富北、正安、墨林、同心22个乡和旭阳镇。年底，全县7个区、27个镇、22个乡、588个村。
- 1998年8月6日，撤销同心乡，并入富北乡。
- 2001年4月12日，撤销成佳、龙潭、乐德、新桥、长山、双古、附城7个区。撤销富东、富南、富西、富北4个乡并入旭阳镇。撤销正安乡，并入高山镇。撤销李子乡，并入双石镇。撤销李晏乡，并入乐德镇。撤销文昌乡，并入过水镇。撤销杨佳乡，并入度佳镇。撤销老龙乡，并入东佳镇。撤销礼佳乡，并入保华镇。撤销顺河乡，并入双古镇。撤销人和乡，并入留佳镇。全县设置27个镇、8个乡。
- 2005年6月15日，国务院批准（国函[2005]52号）批准调整自贡市部分行政区划：将荣县的龙潭镇、桥头镇、五宝镇、莲花镇、成佳镇、白庙镇、章佳乡、牛尾乡划归贡井区管辖。调整后，荣县辖旭阳镇、长山镇、鼎新镇、河口镇、古文镇、度佳镇、过水镇、正紫镇、保华镇、双古镇、新桥镇、望佳镇、铁厂镇、留佳镇、乐德镇、双石镇、东佳镇、来牟镇、观山镇、高山镇、东兴镇共计21个镇，于佳乡、复兴乡、墨林乡、雷音乡、古佳乡、金花乡共计6个乡。

## 地理

### 气候
荣县属中亚热带季风气候区，气候温和，降雨充沛，但季节分配不均。大陆性季风气候显著，四季分明。冬暖、春早、雨水少，无霜期长；夏季炎热潮湿，雨水集中，旱涝交错；秋季所温下降快、雨日多，阴雨绵绵。四季多云、雾，实际日照少，太阳辐射能量偏低，气温日差较小。

### 矿产
荣县主要矿产资源有岩盐、天然气、石灰石、高岭土、石英砂、页岩气。

## 交通
- 航空：荣县城区北离成都双流国际机场260km，东距重庆江北国际机场250km，自贡凤鸣通用机场20km。
- 水运：西去乐山码头95km，南往宜宾码头115km。
- 铁路：东距自贡南站38km，西往乐山金沙湾站125km。
- 公路： 348国道、自（贡）乐（山）雅（安）公路（省二级）横贯全境，县城通往各区，乡镇均为三级水泥路，形成以县城为中心，连接各区镇乡及毗邻市县的公路交通网，内威荣高速，成宜高速。

## 人口
2020年末，根据自贡市第七次全国人口普查公报显示：荣县常住人口为469488人，男性人口占比49.94%，女性人口占比50.06%，年龄结构中0-14岁占比14.42%，15-59岁占比55.87%，60岁以上占比29.71%，65岁以上占比25.22%。
2010年第六次全国人口普查荣县常住人口为590640人。

## 经济
荣县主要工业是食品工业、化学工业。获得了下列称号：
- 全国商品粮基地县
- 全国瘦肉型生猪生产基地县
- 全国农产品加工示范基地县

## 方言
與自貢話皆屬灌赤片西南官話（成都、重慶等通行口音為成渝片，在盆地通用），之間卻明顯有差別。

## 文物保护单位
全国重点文物保护单位4处：荣县大佛、吴玉章故居、荣县镇南塔、荣县军政府旧址。
省级文物保护单位9处：旭水酒作坊遗址、来牟黎氏墓、蟠龙刘氏家族墓、吕仙崖摩崖造像、后龙山摩崖造像、荣县二佛、集生砦、芭蕉湾造像、荣县钟楼。

## 风景名胜
- 双溪湖
- 桫椤谷
- 高石梯森林公园
- 花龙沟
- 石笋沟
- 牛峰寨
- 世界地质公园

- 荣县大佛
- 镇南塔
- 荣县军政府旧址

## 特产
新桥枇杷：中国地理标志产品。
河口柑橘：远销日本俄罗斯等国家。